# Lunardelli
Lunardelli es un municipio brasileño situado en el norte del estado de Paraná. Posee un área de 199,220 km² representando el 0,1 % del estado, 0,0354 % de la región y 0,0036 % de todo el territorio brasileño. Se localiza a una latitud 24°04'44" sur y a una longitud 51°44'16" oeste, estando a una altitud de 640 m. Su población estimada en 2005 era de 4.501 habitantes.

## Demografía
Datos del Censo - 2000
Población Total: 5.668
- Urbana: 2.704
- Rural: 2.964
- Hombres: 4.112
- Mujeres: 3.756

Índice de Desarrollo Humano (IDH-M): 0,692
- IDH-M Salario: 0,614
- IDH-M Longevidad: 0,677
- IDH-M Educación: 0,784

## Administración
- Prefecto: Célio Pinto de Carvalho (2005/2008)
- Viceprefecto: Reinaldo Grola (PTB)
- Presidente de la cámara: Juvenil Medeiros de Oliveira (PMDB)